# 聖台ダム
聖台ダム（せいだいダム）は、北海道上川郡美瑛町字中宇莫別、一級河川・石狩川水系宇莫別川に建設された灌漑用のアースダムである。
2008年（平成20年）に土木学会から土木学会選奨土木遺産に指定されている。

## 概要
1889年（明治22年）15,000haが皇室御料地として編入、当所は上川離宮計画もあったが。開拓が進むにつれ払い下げられた。
1932年（昭和7年）にダム本体の建設に着手。労働力には旭川刑務支所の受刑者のべ43000人が動員され、1937年（昭和12年）に完成した。
正式には「中心コア型ゾーンタイプアースフィルダム」と呼び。このダムの工事は当時日本で最大級の工事であり、基礎工事など世界的に注目された。

## 聖台ダム公園

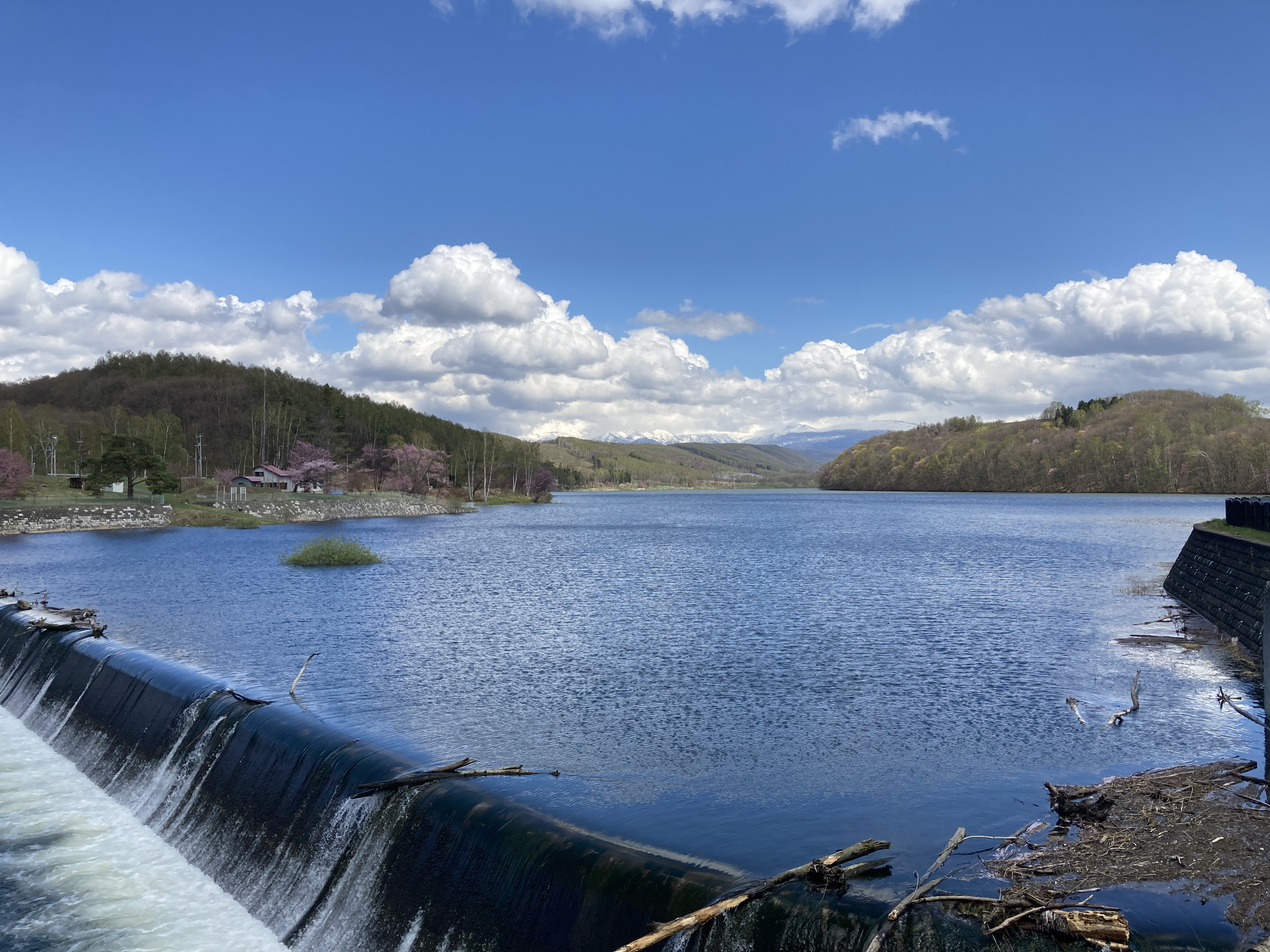
聖台貯水池（2022年5月）

ダムによって出現した人造湖は聖台ダム公園（聖台貯水池）として2005年（平成17年）財団法人ダム水源地環境整備センターの選定でダム湖百選に選ばれている。
春には桜、初夏にはラベンダー、秋には紅葉、冬にはクロスカントリースキーやスノーモービル等の古くから地域の憩いの場として行楽客を集めている。
周辺はふらののラベンダーとして環境庁よりかおり風景100選に選定されている。